# Geschiedenis van Aargau
Dit artikel gaat over de geschiedenis van het kanton Aargau.

## Van de prehistorie tot de Romeinse tijd
De oudste archeologische vondsten zijn gevonden in het Fricktal, in het westen van het gebied dat we nu het kanton Aargau noemen. Bij Zeiningen is een 150.000 jaar oude vuistbijl aangetroffen en bij Stein een 50.000 jaar oude stenen bijl van een neanderthaler. Aan het einde van het Weichselien, ca. 10.000 jaar geleden joegen mensen op rendieren en wilde paarden. In Magden zijn sporen gevonden van een kamp van jager/verzamelaars. Na het smelten van de gletsjers en de dikke ijslagen ontstond er een veenlandschap, later ontstonden er uitgebreide wouden. Jagers, vissers en verzamelaars vestigden zich langs rivieren en meren en op hogergelegen bergterrassen.
In de periode van 4500 tot 4200 v.Chr. vestigden zich boeren in Aargau. Met name in de omgeving van de huidige gemeenten Wettingen en Würenlos zijn sporen van landbouwers uit de Steentijd gevonden. Uit 3500 v.Chr. stamt een gevonden grafveld aan de Goffersberg bij Lenzburg. Verder zijn sporen van boerennederzettingen gevonden bij Untersiggenthal, Mönthal en Suhr. In de nieuwe steentijd ontstonden er nederzettingen aan de Hallwilersee. Belangrijke archeologische vondsten werden gedaan Sarmenstorf en Spreitenbach waren grafvelden uit de ca. 2400 v.Chr. werden gevonden.
Uit de overgangsperiode van nieuwe steentijd naar bronstijd (2400 tot 1800 v.Chr.) zijn maar weinig sporen gevonden. Een van de zeldzame vondsten uit die tijd was een dubbel graf uit Zurzach. Tussen 1600 en 1800 v.Chr. nam de bevolking in Aargau toe; de bevolking woonde niet meer alleen langs de rivieren, meren en op de bergterrassen, maar men ging ook in hogergelegen gebieden, waar men zich beter beschermd vond. De beter bekende vondsten uit de Bronstijd zijn gevonden bij de Wittnauer Horn (Wittnau), waar een nederzetting was die tot in de La Tène-periode was bewoond. Verdere nederzettingen werden gevonden bij de Chestenberg (Möriken-Wildegg).
De ijzertijd begon met de Hallstattcultuur omstreeks 750 v.Chr. Er zijn veel graven gevonden uit deze periode, met name in Freiambt. De wegen langs de Reuss groeiden uit tot belangrijke handelswegen. Bij Unterlunkhofen is het grootste graf uit deze periode aangetroffen. Het graf is recent opgegraven en bestaat uit 63 grafheuvels. Andere graven uit de ijzertijd zijn aangetroffen in Reinach, Schupfart, Seon en Wohlen.
In de 1e eeuw v.Chr. werd Midden-Zwitserland bevolkt door de Keltische stam der Helvetii. Grote Helvetische nederzettingen bevonden zich bij Mellingen en Baden. In De Bello Gallico noemt de Romeinse veldheer Julius Caesar 12 verhoogde nederzettingen in Midden-Zwitserland, Oppodum, genoemd.
De Keltische Helvetii werden ernstig bedreigd door de Germanen uit het noorden en besloten daarom onder leiding van hun aanvoerder Orgetorix (61 v.Chr.) naar Gallië te trekken. Hun opmars werd echter tot stilstand gebracht door de Romeinen onder Julius Caesar. De Romeinen dwongen de Helvetii naar hun land terug te keren en om hun steden en dorpen op te bouwen en Romeinse suprematie te erkennen.

## Romeinse tijd

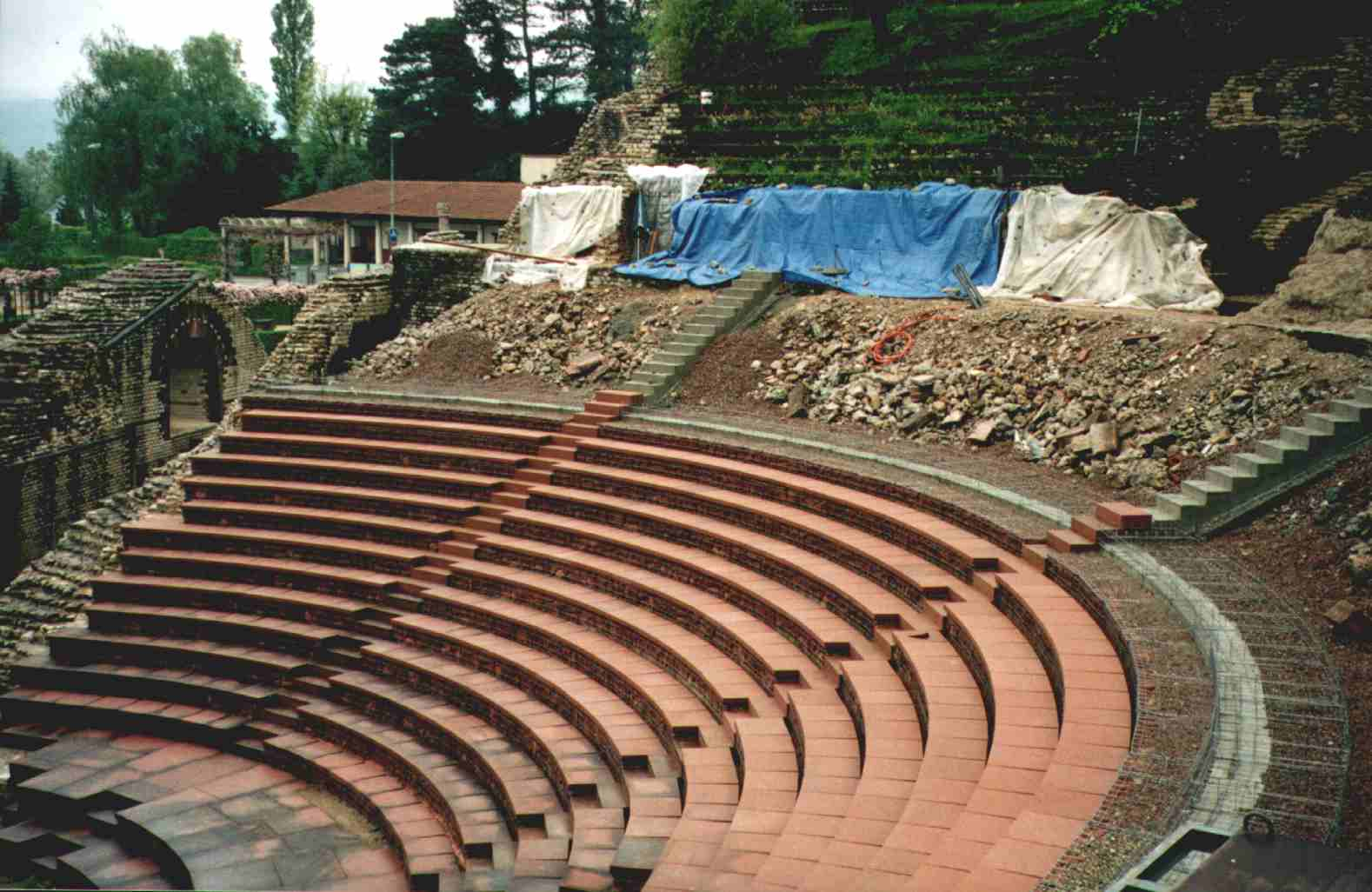
Het Amphitheater in Augusta Raurica

Enige jaren na de bezetting van het land der Helvetii vestigden zich Romeinen op grote schaal in het gebied en de Romeinse stad Augusta Raurica, de oudste Romeinse stad langs de Rijn, werd gesticht (45 v.Chr.). Augusta Raurica (thans Kaiseraugst) bevond zich in het uiterste noordwesten van Aargau. In de periode hierna legden de Romeinen de kolonisatie voor de duur van ca. 30 jaar stil in verband met de moord op Julius Caesar en de daaropvolgende burgeroorlog. In 15 v.Chr. ontstond op het Windischer Plateau een militaire standplaats bij de samenkomst van diverse rivieren. Waar zich nu de stad Windisch bevindt ontstond in 14 n. Chr. de Castra Vindonissa. Hier kwamen twee belangrijke Romeinse wegen bijeen. De grootste Romeinse landerijen in Aargau bevonden zich bij Oberentfelden en Zofingen. Grotere nederzettingen bevonden zich bij Zurchach (Tenedo) en Baden (Aqua Helveticae). Ook toen stond Baden al bekend om haar warmwaterbronnen en ontstonden er Romeinse thermen. In Vindonissa en bij Lenzburg ontstonden amfitheaters.
Vanaf de 2e eeuw n.Chr. nam de handel in Aargau toe, met name de handel met Italië, Zuid-Gallië en de Germaanse landen. Luxegoederen en ruwe materialen werden geïmporteerd en geëxporteerd werden voornamelijk vlees, honing en kaas. In Aargau nam de handnijverheid toe. Veel mensen waren werkzaam als pottenbakkers, met name in Baden, Kaiseraugst, Windisch, Lenzburg, Ziegeleien, Ziegeleien, Hunzenschwil, Kaisten, Kölliken, Steinbrüche, Mägenwil en Würenlos. De producten van de bronssmid Gemellianus uit Baden waren bekend in het hele rijk. De welvaart van dit deel van het Romeinse Rijk nam toe.
In de 3e eeuw was het gedaan met de vrede en rust. Alemannen vielen met regelmaat het gebied wat we nu Aargau noemen, binnen. In 213 en in 233 waren de Romeinen nog in staat de aanvallen van de Alemannen af te slaan, maar in 259 trokken de Alemannen plunderend en moordend door Aargau. De Romeinen moesten zich terugtrekken achter de Alpen en konden pas in 270 de invallers verdrijven. Het gevolg was dat de Romeinen Noord-Zwitserland extra Castella inrichtten en haar legioenen versterkten.
In de 4e eeuw ondernamen de Alemannen opnieuw aanvallen op de noordgrens van het Romeinse Rijk en werden de grensforten door de Romeinen verder versterkt. Tussen 401 en 406 trokken de Romeinen zich definitief uit de Alpen terug. Aargau viel in handen van de Alemannen en de infrastructuur en de door de Romeinen gestichte nederzettingen vervielen.

## Middeleeuwen

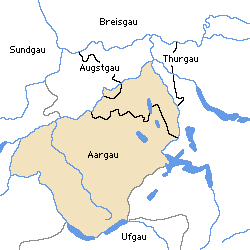
Aargau in de 8e eeuw

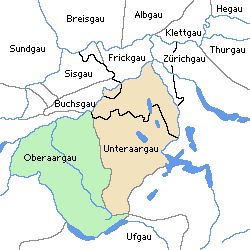
Aargau in de 10e eeuw

Het lag in de intentie van de Alemannen om hun gebied verder uit te breiden naar West-Frankrijk. Echter, in 497 werd hen een halt toegeroepen toen ze de oorlog tegen de Franken verloren. De Alemannen waren gedwongen de heerschappij der Franken te erkennen. Tussen 507 en 536 was het zuidelijke deel van Aaraga Oost-Gotisch. Zij werden echter in de loop van de tijd verdreven door de Franken. De macht van de Franken over de Alemannen was beperkt en sinds het midden van de 7e eeuw verloor de Frankische dynastie der Merovingen steeds meer van haar invloed op de Alemannen die sindsdien een eigen hertogdom oprichtten. In 746 viel het rijk der Alemannen in handen van de Karolingen en werd het hertogdom opgeheven.
Afgezien van graven zijn er maar weinig archeologische vondsten gevonden uit de tijd van de Alemannen.
De Karolingers deelden hun rijk op in gouwen (Duits: Gaue) op werden bestuurd door graven. Zo ontstond ook de Aar-Gau, die voor het eerst 768 werd genoemd (pagus Aregaue, in 778 als pagus Aragougensis).
Ten noorden van Windisch kwamen drie gouwen samen kwamen, namelijk Aargau, Augstgau en Thurgau. Aargau werd in 870 op het Middenrijk veroverd en het kwam aan Bourgondië. In de 10e eeuw werd Aargau in twee nieuwe gouwen verdeeld, namelijk Oberaargau en Unteraargau. Het noorden van het huidige kanton Aargau lag in Frickgau en Sisgau, het oosten lag in de Zürigau. In 1033 kwam het gebied dat het huidige kanton Aargau omvat aan het Heilige Roomse Rijk.

## Kerstening
Sinds de Romeinse tijd werden er pogingen ondernomen om Aargau te winnen voor het christendom. Vanaf de 4e eeuw werden er kerken gesticht. De Heilige Verena die uit Thebe (Egypte) vestigde zich in de 4e eeuw in het castellum Tenedo (Zurzach) waar zij tot haar dood in 344 de zieken genas en de armen hielp. Zurzach ontwikkelde zich hierna tot een pelgrimsoord. Augusta Raurica werd in 346 de standplaats van een bisschop. In de 7e eeuw werd de zetel van de bisschop verplaatst naar Bazel. Vindonissa was in de 6e eeuw ook de zetel van een bisschop, maar deze zetel werd daarna verplaatst naar Konstanz (Bisdom Konstanz).
Lange tijd gingen vooral de Gallo-Romeinen over tot het christendom, terwijl de Alemannen nog geruime tijd heiden bleven. De Merovingen slaagden (4e tot 7e eeuw) erin om de bevolking tot het christendom te bekeren.
Aargau staat niet bekend om haar grote steden. De verstedelijking kwam pas laat opgang. Pas in de 13de eeuw nam de verstedelijking toe. Steden die in de middeleeuwen ontstonden waren onder andere Rheinfelden, Brugg, Baden, Lenzburg, Aarau (thans hoofdstad), Bremgarten en Klingnau.

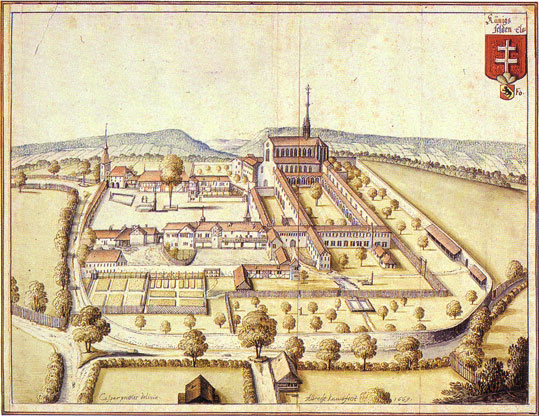
Het Klooster Königsfelden in 1669

Ook ontstonden er tal van kloosters. Er ontstonden in totaal dertien kloosters, allen centra van onderwijs, cultuur en kunst. Belangrijke kloosters waren onder andere Muri (Benedictijner), Wettingen (Cisterciënzers) en Königsfelden (Franciscanen). Sommige kloosters (abdijen) verwierven grote macht.

### Opkomst der Habsburgers
Tijdens de middeleeuwen werden tal van kastelen gebouwd in Aargau. Het in de 11e eeuw gebouwde Slot Lenzburg werd bewoond door de graven van Lenzburg. De Graven van Lenzburg waren machtige heersers. In 1173 stierf het geslacht echter uit. Keizer Frederik I Barbarossa regelde op het Slot Lenzburg zijn opvolging en vermaakte een groot deel van zijn bezit aan Paltsgraaf Otto, de latere graaf van Luxemburg en Bourgondië. Na Otto's overlijden in 1200 kwam het grootste deel van Aargau aan de Graven van Kyburg, die op hun beurt weer werden opgevolgd door het geslacht Zähringer. In 1264 stierf dit geslacht echter uit.
Andere belangrijke adellijke families die bezittingen in Aargau hadden waren de geslachten Graven van Froburg, de Vrijheren van Regensberg en de heren van Hallwyl.
Een geslacht dat steeds machtiger werd in het Alpengebied was het geslacht Habsburg dat in de loop van de 11e eeuw van uit de Elzas naar Zwitserland kwam er haar stamslot Habichtsburg (= Havikenburcht) liet bouwen. De plek waar het stamslot staat is de huidige gemeente Habsburg. Dankzij een handige familiepolitiek vielen de meeste bezittingen van uitgestorven adellijke geslachten in handen van de Habsburgers. Later verkreeg het hoofd van het Huis Habsburg de titel van hertog.
In de 13e eeuw was een groot deel van Aargau en de oerkantons alsook Oostenrijk in handen van de Habsburgers. In 1315 leden de Oostenrijkse troepen een verpletterende nederlaag bij de Slag bij Morgarten waar de goed bewapende Oostenrijkse troepen in de pan werden gehakt door een leger van slecht bewapende, doch gemotiveerde verzetsstrijders uit de kantons Uri, Schwyz en Unterwalden. In 1351 vielen troepen uit Zürich Oost-Aargau binnen en vernielden de steden Baden en Siggenthal, alsook de kastelen Freudenau bij Untersiggenthal. Gecombineerde Franse en Engelse troepen verwoestten in 1375 steden, kloosters en kastelen in het Middenland. In Aargau, dat er vergeleken met de westelijke gebieden nog relatief goed vanaf kwam, werd de stad Lenzburg zwaar beschadigd en later weer opgebouwd. Na de Slag bij Sempach (1386) verzwakte de positie van de landadel aanzienlijk.

### Deel van het Eedgenootschap
Tussen 1414 en 1418 werd in de stad Konstanz de Concilie van Konstanz gehouden om een oplossing te vinden voor de problemen rond het pausdom. Er waren indertijd drie pausen Gregorius XII (Rome), Benedictus XIII (Avignon) en Johannes XXIII (Milaan). Alle drie de pausen werden uitgenodigd om over de problemen te praten, maar alleen Johannes XXIII verscheen ten tonele. Hij probeerde op 20 maart 1415 Konstanz te ontvluchtten om zo het Concilie te saboteren. Hertog Frederik IV van Habsburg hielp Johannes XXIII tijdens zijn vlucht, hetgeen Rooms-koning Sigismund ergerde. De paus werd later tijdens zijn vlucht overigens wel aangehouden. Koning Sigismund besloot zijn rivaal hertog Frederik IV, te straffen. Hij vorderde de landen van de Habsburgers in naam van het Heilige Roomse Rijk. Het Eedgenootschap, behoudens het kanton Uri, veroverde namens het Rijk Aargau. Nog tijdens de oorlog tussen de hertog van Habsburg en de Rooms-koning, hadden de twee ruziemakers zich weer verzoend. Koning Sigismund gaf het Eedgenootschap de opdracht om de veroverde gebieden weer terug te geven, maar de Eedgenoten weigerden. Het gebied, waaronder het veroverde Aargau, maakte vanaf dat moment deel uit van het Eedgenootschap. In 1474 deden de Habsburgers afstand van hun aanspraken op de veroverde gebieden.
Na lang gekibbel (wel tien jaar lang) tussen de Eedgenoten werd Aargau verdeeld onder de kantons. Bern verkreeg delen van Unteraargau (de zgn. Berner Aargau), Zürich verkreeg het Kellerambt, het Freiamt Affoltern en Luzern het Michelsambt. Verder was er nog een gemeenschappelijk gebied, dat werd verdeeld in twee Gemeine Herrschaften (gemeenschappelijke heerlijkheden), te weten de Freie Ämter en het graafschap Baden.

## Reformatie

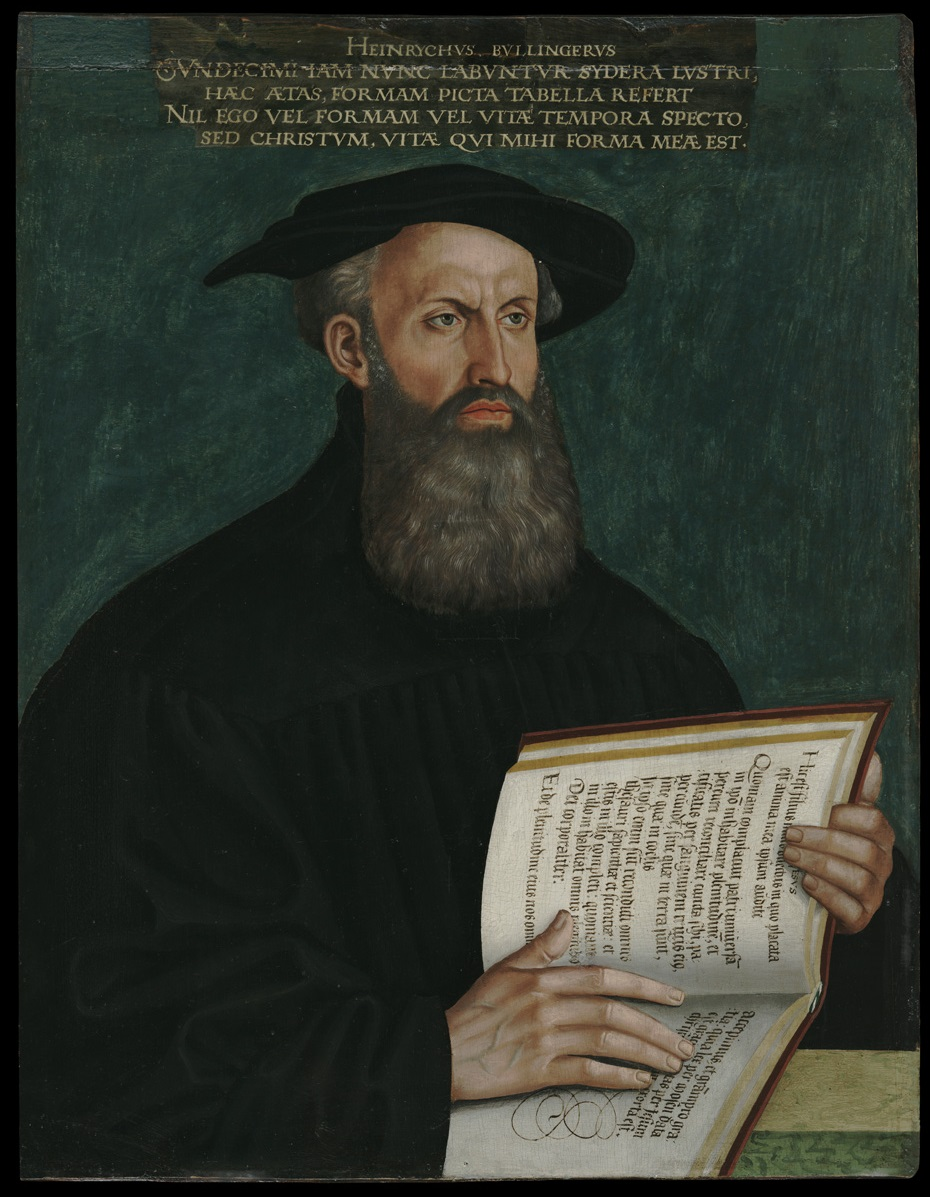
Heinrich Bullinger

Nadat de Reformatie doorgang had gevonden in Zürich begonnen Huldrych Zwingli en de zijnen met het verspreiden der Reformatorische leer in andere delen van Zwitserland. De ideeën van de Reformatie bereikten na 1519 de Aargauer landen. De nieuwe leer werd het eerst verbreid in het Graafschap Baden, daarna de dorpen aan de rivier de Limmat. In de omgeving van Aarau en de Freien Ämter werd de leer verspreid door voormalige rooms-katholieke priesters. Velen gingen over tot het reformatorische christendom. De Rooms-Katholieke Kerk legde zich niet zomaar neer bij de verbreiding van de Reformatorische leer en tijdens de 16e eeuw werden er twee godsdienstoorlogen uitgevochten, te weten de Eerste Kappeleroorlog (1529) en de Tweede Kappeleroorlog (1531). De strijd werd in het voordeel van de rooms-katholieken beslecht. Bij de Tweede Landsvrede werden de Aargauer landen confessioneel opgedeeld. Rooms-katholiek werden: het Graafschap Baden, de Freien Ämter, Rheinfelden en Laufenburg; protestants (gereformeerd) werden: Zurzach en Tegerfelden; Gemengd werden: Gebenstorf, Birmenstorf en Würenlos. Het nog altijd Oostenrijkse Fricktal bleef katholiek.
Een bekende reformator uit Aargau was Heinrich Bullinger, de dominee van de stad Bremgarten, die tijdens de godsdiensttwisten naar de stad Zürich was gevlucht en in 1531 de overleden Huldrych Zwingli opvolgde als dominee van Zürich.

## Van de 17e eeuw tot de Franse tijd

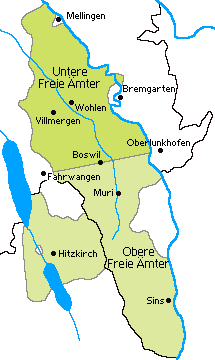
De deling van de Freien Ämter

In de 17e eeuw en 18e eeuw vonden twee burgeroorlogen plaats in het Eedgenootschap. Van 1654 tot 1655 vond de Eerste Villmergeroorlog plaats. De protestantse kantons probeerden door de rooms-katholieke gebieden te veroveren om zo die gebieden over te kunnen laten gaan op het Protestantisme. De protestantse kantons en gebieden, onder leiding van het kanton Zürich begonnen aan een slecht georganiseerde veldtocht en werden bij Villmergen (Freie Ämter) verslagen. De rooms-katholieke gebieden waren de winnaars. Het graafschap Baden speelde een belangrijke rol tijdens deze godsdienstoorlog. Het in Baden gelegen Vesting Stein bewees haar strategische nut. Ondanks fel protest van de protestantse gebieden besloot Baden na de Villmergeroorlog de vesting sterk uit te breiden met bastions en versterkte muren.
In 1712 brak er opnieuw een gewapend conflict uit tussen de rooms-katholieke en protestantse gebieden in Zwitserland, de Tweede Villmergeroorlog. Directe aanleiding was de opstand van de protestantse inwoners van Toggenburg tegen de heerschappij van de Vorst-abt van Sankt Gallen. Protestantse gebieden onder leiding van Zürich en Bern versloegen op 25 juli 1712 bij Villmergen de katholieke troepen van Zug, Schwyz en Unterwalden. De Vierde Landsvrede, ook de Vrede van Aarau die aan deze oorlog een einde maakte, maakte ook een einde aan de katholieke hegemonie. Ook voor de Aargauer landen betekende dit grote verandering. In het graafschap Baden kregen de gereformeerde Kerken meer zeggenschap en de Freien Ämter werden in tweeën gedeeld, in de Untere Freie Ämter, waar de protestanten het voor het zeggen kregen en de Obere Freie Ämter waar de Rooms-katholieken nog grotendeels haar macht behield. De Vesting Stein in Baden werd afgebroken en van de stenen werd een gereformeerde kerk gebouwd, iets wat de katholieken aldaar als zeer vernederend ervoeren.
De Joden van Zwitserland hadden het, net als in de rest van Europa sinds de middeleeuwen erg moeilijk en zij werden (openlijk) gediscrimineerd. Veel Joden vestigden zich sinds de 16e eeuw in de Gemeinen Herrschaften ("Gemeenschappelijke heerlijkheden"), onder andere het graafschap Baden en de Freien Ämter. In 1776 werden de Joden gedwongen zich in twee dorpen in Zwitserland te vestigen, namelijk Endingen en Lengnau, beiden in het noorden van het graafschap Baden. 's Nachts moesten de Joden in deze dorpen slapen, overdag werkten velen van hen in Zurzach.
Vanaf de tweede helft van de 18e eeuw begonnen de inwoners van Aargauer landen tegenover mensen met een ander geloof toleranter tegen elkaar te worden. In de Berner Aargau vonden de ideeën van de Verlichting weerklank. Dit kwam niet in de laatste plaats doordat de Gereformeerde Kerk er bibliotheken en onderwijscentra onderhield. In Schinznach Bad werd in 1761 het Helvetische Genootschap gesticht. Het Helvetische Genootschap stond open voor katholieken en protestanten en verbreidde de ideeën van de Verlichting. In de rooms-katholieke gebieden wezen de belangrijkste geestelijken de ideeën van de Verlichting van de hand en beschouwden ze als onwelgevallig. Toch waren het vooral intellectuelen uit de rijke burgerij die de ideeën van de Verlichting aanhingen, vooral kooplieden en mensen die het zich konden permitteren om na 1789 naar Frankrijk te reizen raakten onder de indruk van de Verlichtingsideeën.
Na 1791 vestigden zich veel Franse vluchtelingen in de katholieke Aargauer gebieden. Dit droeg eraan bij dat de bevolking aldaar de ideeën der Verlichting verwierp.

## Franse tijd

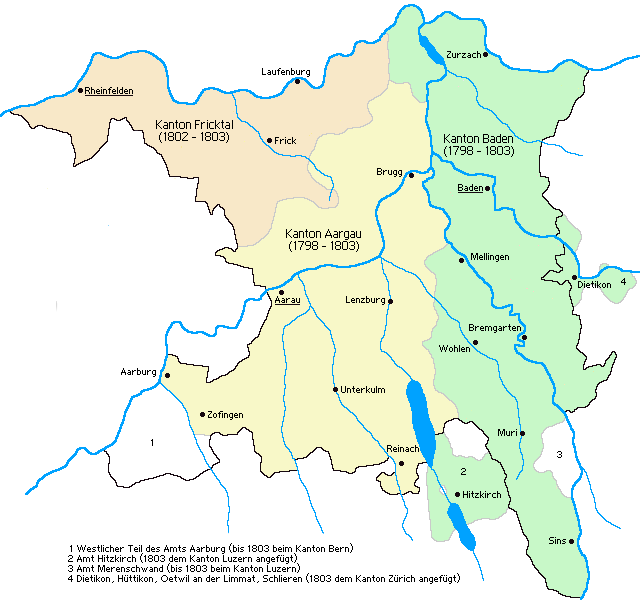
Het kanton Aargau 1798-1803

In januari 1798 vielen Franse revolutionaire troepen het Eedgenootschap binnen. Het kanton Bern verzocht de stad Aarau om troepen te zenden ter verdediging van de stad Bern, maar op 30 januari gaf Aarau te kennen niet op het verzoek in te gaan. Op 4 februari werd
Aarau daarom door troepen uit Bern bezet. Echter, op 5 maart capituleerde Bern en tussen 19 en 28 maart werden de Gemeinen Herrschaften door de Fransen bezet. Op 12 april 1798 werd onder leiding van de Franse generaal Guillaume Brune de Helvetische Republiek uitgeroepen. Onder toezicht van de Franse bezetter werd de nieuwe centralistische republiek ingericht. De Berner Aargau, het graafschap Baden en de Freien Ämter werden samengevoegd tot het kanton Baden. Het district Aarburg kwam aan Bern. Het na de Vrede van Campo Formio reeds aan Frankrijk toegewezen Fricktal bleef aanvankelijk een Frans protectoraat, maar werd in 1802 aan de Helvetische Republiek toegewezen als het kanton Fricktal. Het centrale deel van Aargau kreeg de naam kanton Aargau.
Talrijke Aargauers speelden een belangrijke rol van betekenis, niet alleen op kantonnaal niveau, maar ook op landelijk niveau. Bekende politici uit het Helvetische Aargau waren: Philipp Albert Stapfer, Albrecht Rengger, Johannes Herzog, Johann Heinrich Rothpetz en Johann Heinrich Daniel Zschokke.
In 1799 werd op Aargauer grondgebied de Tweede Coalitieoorlog uitgevochten. De bevolking was genoodzaakt Franse militairen en Oostenrijkse militairen in te kwartieren. Ruim 40.000 Oostenrijkse militairen trachtten de Aare bij Döttingen over te steken, maar werden door de Fransen bij Kleindöttingen verslagen.
In 1802 nam de Helvetische Republiek een nieuwe grondwet aan. Volgens deze grondwet konden de kantons Baden en Aargau samen worden gevoegd en kon het Franse protectoraat Fricktal een zelfstandig kanton worden binnen de Helvetische Republiek. Fricktal werd inderdaad een zelfstandig kanton, de vereniging van Aargau en Baden bleef achterwege.
In 1803 vaardigde de nieuwe Franse machthebber Napoleon Bonaparte de Mediationsakte uit. Hiermee kwam een einde aan de centralistische Helvetische Republiek. Het Eedgenootschap werd hersteld en de kantons herkregen haar autonomie. De federalisten waren tevreden gesteld. Naast het feit dat de kantons hun autonomie herkregen, werden er ook nieuwe kantons gesticht, waaronder het kanton Aargau.

### Kanton Aargau
Zoals reeds vermeld bestond er al sinds 1798 een kanton Aargau, maar deze bestond uitsluitend uit de centrale Aargauer landen. Het in 1803 gestichte kanton Aargau kwam tot stand na een fusie van het bestaande kanton Aargau en de kantons Fricktal en Baden. Het district Aarburg (tot dan toe onderdeel van het kanton Bern) kwam ook aan Aargau. Op 10 maart 1803 werd het nieuwe kanton officieel gesticht en sindsdien maakt het deel uit van de Zwitserse Federatie. De eerste regeringsleider (1803) was Johann Rudolf Dolder, die voorzitter werd van de Regeringscommissie. Op 26 april 1803 werd echter een Kleine Raad ingesteld als regering. Maandelijks werd uit hun midden een voorzitter gekozen.

## Van de Restauratietijd tot de Sonderbundsoorlog

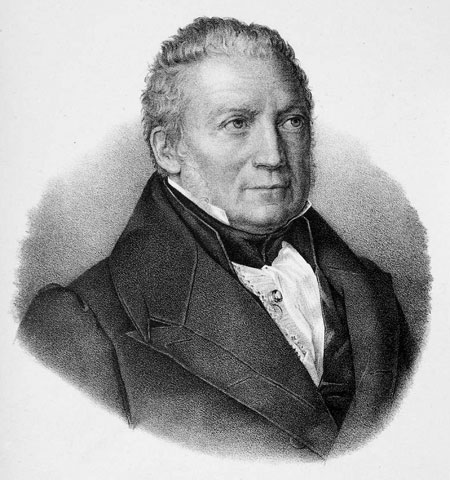
Johannes Herzog

Nadat de Fransen in 1814 uit Zwitserland waren vertrokken, drongen enkele reactionaire politici, met name uit het kanton Bern er bij de grote mogendheden op aan om het kanton Aargau op te heffen en de situatie van vóór 1798 te herstellen. Behendige onderhandelaars uit het kanton Aargau, zoals Albrecht Rengger uit Aargau wisten echter op het Congres van Wenen (1814-1815) voor elkaar te krijgen dat Aargau haar zelfstandigheid als kanton behield.
In 1814 werd de grondwet van Aargau herzien. De Kleine Raad die tot die tijd uit 9 personen bestond, werd uitgebreid tot 30 personen. Aan het hoofd van de regering (Kleine Raad) kwam een Amtsbürgermeister (ambtsburgemeester) te staan die voor een jaar gekozen werd. De Grote Raad werd uitgebreid van 48 tot 150 personen en bestond sindsdien voor de helft uit rooms-katholieken en voor de andere helft uit gereformeerden. Ondanks de ondemocratische grondwet gold Aargau nog wel als een van de meest liberale kantons. Het al zeer machtige lid van de Kleine Raad, Johannes Herzog (1773-1840), wist zijn macht in het begin van de jaren '20 van de 19e eeuw verder uit te breiden. Hij was in de periode 1821-1831 steeds om het jaar Amtsbürgermeister. De andere jaren was Johann Karl Fetzer (1768-1847) Ambtbürgermeister. Ook hier werd rekening gehouden met het feit dat de helft van de bevolking katholiek was en de andere helft gereformeerd. Zo was Herzog gereformeerd en Fetzer katholiek. In 1830 kwamen liberalen uit de steden en katholieke plattelanders uit de Freie Ämter in opstand tegen de regering. De liberalen wensten een totale herziening van de grondwet en liberale hervormingen, terwijl de katholieken zo min mogelijk overheidsbemoeienis op het platteland wilden wat zij zagen als een inbreuk op hun traditionele levenswijze. De coalitie van liberalen (veelal gereformeerden) en rooms-katholieke plattelanders bracht de regering ten val en nadien was er een liberale regering aan de macht.
Al snel bleken de gereformeerde liberalen en de katholieke plattelandsbevolking tegenstrijdige belangen te hebben. Zo wilden de liberalen de macht van de Rooms-Katholieke Kerk breken en bepleitten zij een Nationaal-Katholieke Kerk die onder overheidstoezicht zou staan en geleid werd door liberale priesters. In 1834 sloten de zeven liberale kantons het Artikel van Baden waarin werd besloten te zullen streven naar Nationaal-Katholieke Kerk, die weliswaar onderdeel bleef van de Rooms-Katholieke Kerk, maar de geestelijkheid meer onafhankelijk van de paus te maken. Priesters moesten een eed zweren op de liberale grondwetten van de zeven kantons. Priesters die niet akkoord gingen moesten een boete betalen of zij moesten naar de gevangenis. Ook moest het vermogen van de kloosters onder staatstoezicht worden gesteld en werd een novicenverbod ingesteld (waardoor het werven van nieuwe kloosterlingen de facto onmogelijk werd gemaakt). Uiteindelijk zouden ook de kloosterscholen moeten worden gesloten.
In 1840 werd een nieuwe grondwet gepresenteerd. De belangrijkste verandering was dat de Grote Raad niet meer voor de helft uit Katholieken en voor de andere helft uit Gereformeerden behoefte te bestaan. Een volksstemming bekrachtigde op 5 januari 1841 de nieuwe grondwet. Wel kwam hierdoor ernstige verdeeldheid aan het licht: In het katholieke district Stetten stemde maar 0,1% van de kiesgerechtigden voor de grondwet, terwijl in het gereformeerde district Brugg 99% van de kiesgerechtigden voor de grondwet stemde. Uiteindelijk stemde 58% van de kiesgerechtigden in Aargau voor de grondwet, die ook de tegen de macht van de rooms-katholieke hoge geestelijkheid gerichte Artikelen van Baden bevatte.

### Aargauer Kloosterstrijd

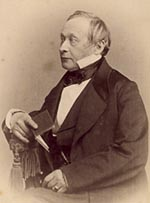
Friedrich Frey-Herosé

Een groot voorstander van de tegen de hoge geestelijkheid gerichte maatregelen in Aargau was Augustin Keller, het hoofd van een katholiek seminarie. Keller, later medestichter van de Christkatholische Kirche (Oudkatholieke Kerk) in Zwitserland, hield op 13 januari 1841 in de Grote Raad een scherpe reden waarin hij de kloosters aanwees als de bron van alle kwaad en een bron van samenzwering tegen de regering. Hij eiste een onmiddellijke sluiting van de kloosters. Direct hierna nam de Grote Raad een wet aan die voorzag in secularisering van de kloosters en gaf monniken 48 uur de tijd om hun kloosters te verlaten. Nonnen kregen acht dagen de tijd om hun kloosters te verlaten. De meeste van de geestelijken vestigden zich daarop in de rooms-katholieke kantons, zoals Zug, Obwalden en Nidwalden. Oostenrijk dreigde met oorlog, hierop draaide de regering van Aargau enkele maatregelen terug en deel van de vrouwenkloosters ging weer open. Kloosters van mannen bleven echter dicht en de Jezuïetenorde werd verboden.

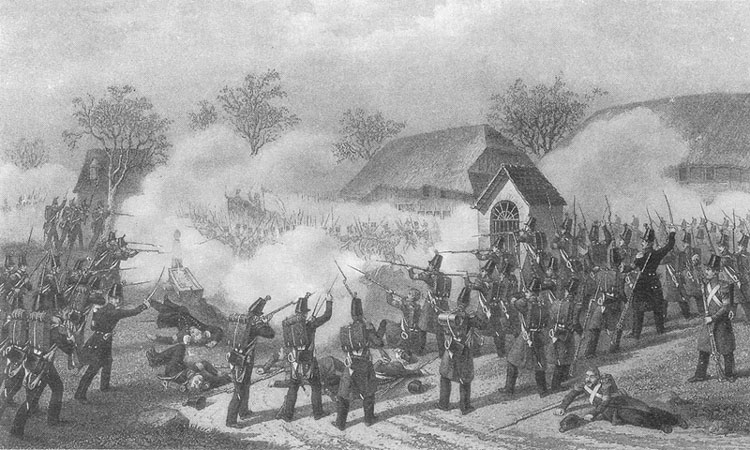
Slag bij Geltwil

In de katholieke, landelijke kantons ontstond heftige beroering over de maatregelen van de liberale, stedelijke en gereformeerde kantons. Zij sloten zich aaneen tot de Sonderbund. De weigering van de katholieke kantons om de Sonderbund te ontbinden leidde in 1847 tot de Sonderbund-oorlog tussen de liberale en katholieke kantons. De latere bondsraad Friedrich Frey-Herosé voerde de troepen van Aargau aan in deze strijd. De Slag bij Geltwil op 12 november 1847 was een van de belangrijkste veldslagen in deze kortstondige oorlog. De liberale kantons zegevierden in de strijd. In 1848 stemde de meerderheid van de bevolking van het kanton Aargau voor de Zwitserse Grondwet van 1848 en werd Aargau een van de kantons van de Bondsrepubliek Zwitserland.
In 1852 keurde de bevolking van Aargau in meerderheid een liberale grondwet goed. De scheiding der machten stond hierin centraal. Ook de katholieken stemden in meerderheid voor de grondwet.

## Van de tweede helft van de 19e eeuw tot heden

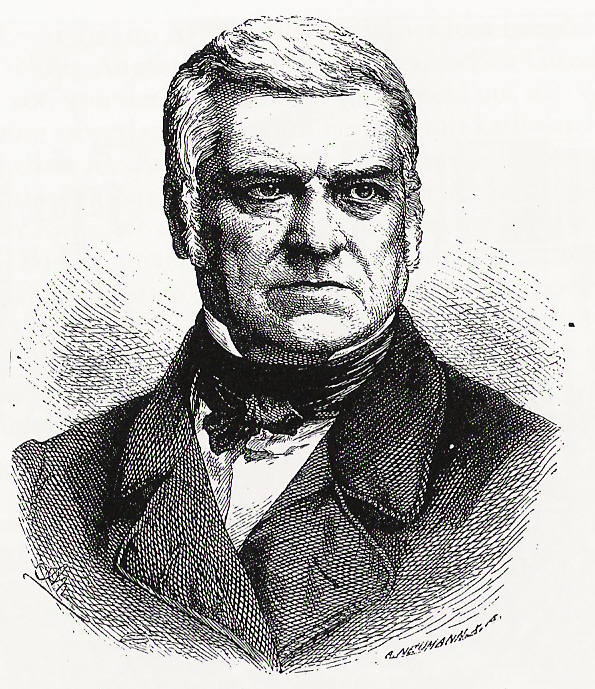
Augustin Keller

Tijdens de Kulturkampf van de jaren 70 van de 19e eeuw speelde het kanton Aargau een leidende rol. Zo steunden radicale liberalen de afzetting van bisschop Eugène Lachat van Bazel en werd de oprichting van de Oudkatholieke Kerk van staatswege bevorderd (1871). Veel radicale katholieken, met name uit het Fricktal, sloten zich in Aargau aan bij de Christkatholische Kirche. Een van de oprichters van de Christkatholische Kirche was Augustin Keller, de man die tijdens de Aargauer Kloosterstrijd van de jaren 40 van de 19e eeuw een leidende rol vervulde. In 1884 werden de laatste problemen tussen de regering van Aargau en de Rooms-Katholieke Kerk geregeld. In 1885 werd een nieuwe grondwet aangenomen welke drie godsdiensten als staatsgodsdienst erkenden: De Gereformeerde Kerk, de Rooms-Katholieke Kerk en de Oudkatholieke (Christkatholische) Kerk. In 1885 werd een afgevaardigde van de Katholieke Partij toegelaten in de Regeringsraad.
Sinds het einde van de Sonderbundsoorlog waren er drie belangrijke stromingen in Aargau actief, de katholieken, sinds 1892 verenigd in de Katholieke Conservatieve Partij, voorloper van de huidige Christendemocratische Volkspartij (CVP), de democraten en de oud-liberalen. De democraten (radicalen) en oud-liberalen verenigden zich in 1894 in de Vrijzinnig Democratische Partij (FDP), alhoewel een radical vleugel zich korte tijd later afscheidde. Sinds het einde van de 19e eeuw kwam er nog een belangrijke politieke stroming bij, namelijk de sociaaldemocratie. De sociaaldemocraten waren aanvankelijk verenigd in de Arbeiderspartij, maar in 1902 werd deze partij onderdeel van de kantonnale Sociaaldemocratische Partij van Zwitserland (SP).
De in 1917 opgerichte Partij van Boeren, Middenstanders en Boeren (BGB, vanaf 1971 Zwitserse Volkspartij) kon zich vanaf haar oprichting verheugen op de stemmen van veel Aargauers. Albert Studler was van 1922 tot 1923 de eerste BGB voorzitter van de Regeringsraad van het kanton Aargau.